# У нас всё получится
У нас всё получится (Мы победим, англ. We Shall Overcome, Мечта, дат. Drømmen) — датский фильм Нильса Ардена Оплева 2006 года. Фильм получил шестнадцать наград по тринадцати номинациям в 2006 и 2007 годах. Фильм основан на реальных событиях.

## Сюжет
Дания 1969 год. 12-летний Фриц впал в немилость у директора школы, который для поддержания порядка практикует и физические наказания учеников. Услышанная однажды юным Фритцем речь Мартина Лютера Кинга позволяет мальчику не пасть духом. Более того, Фриц берёт на себя смелость изменить свою жизнь и бросить вызов тирании директора школы.

## Актёры
- Бент Мейдинг — директор Линдум-Свендсен
- Янус Диссинг Ратке — Фриц Йохансен
- Андерс Бертельсен — Фредди Ласточка
- Йенс Йорн Споттаг — Петер, отец Фрица
- Питер Гессен Овергаард — Эрлинг
- Анн-Грете Бьяаруп Риис — Стин, мать Фрица
- Гирд Лёфквист — дед Фрица
- Элин Реймер — бабушка Фрица
- Стин Стиг Ломмер — учитель Олсен
- Курт Равн — школьный врач
- Петр Шредер — церковнослужитель
- Сара Юэль Вернер — Ибен
- Даниэль Орум — Троэлс
- Лассе Борг — Сорен
- Джой-Мария Фредриксен — мать Ибен
- Тина Гюллинг Мортенсен — Мисс Бирк
- Стиг Хоффмайер — священник
- Биргит Конради — жена священника
- Лиза Стеггер — Маргрете
- Нис Банк-Миккельсен — «заикающийся Андерс»
- Катрин Енсенюс — Мисс Мансардные
- Хелле Мерете Соренсен — жена Линдума-Свендсена
- Элен Равн Едзини — Мисс Ларсен
- Карен Джетт Андерсен — учитель физкультуры
- Энни Реда Фредриксен — Ханне
- Карен Сков Петерсен — Эллен
- Сандра Педерсен — Линда
- Вилли Кнудсена — учитель

## Награды
| организация                                   | Категория                                                   | Получатели и номинанты                                        | Результат        |
| --------------------------------------------- | ----------------------------------------------------------- | ------------------------------------------------------------- | ---------------- |
| Берлинский международный кинофестиваль        | Хрустальный медведь — лучший художественный фильм           | Нильс Арден Оплев                                             | Победа           |
| Бодиль                                        | Лучший актёр второго плана                                  | Бент Мейдинг                                                  | Победа           |
| Бодиль                                        | Лучший актер                                                | Янус Диссинг Ратке                                            | Номинация        |
| Бодиль                                        | Лучший фильм                                                | Нильс Арден Оплев                                             | Номинация        |
| Бодиль                                        | Лучший актер второго плана                                  | Йенс Йорн Споттаг                                             | Номинация        |
| кинофестиваль «Карусель» в Римуски            | Camério - Лучший актёр                                      | Янус Диссинг Ратке                                            | Победа           |
| кинофестиваль «Карусель» в Римуски            | Camério — лучший фильм                                      | Нильс Арден Оплев                                             | Победа           |
| Чикагский международный детский кинофестиваль | Приз детского жюри — Live-Action Feature Film or Video      | Нильс Арден Оплев                                             | Победа           |
| Чикагский международный детский кинофестиваль | Приз взрослого жюри — Live-Action Feature Film or Video     | Нильс Арден Оплев                                             | Победа 2-е место |
| фестиваль Синекид                             | кинопремия Синекид                                          | Нильс Арден Оплев                                             | Победа           |
| премия Роберта                                | Лучший дизайн костюмов                                      |                                                               | Победа           |
| премия Роберта                                | Лучший режиссёр                                             |                                                               | Победа           |
| премия Роберта                                | Лучший редактор                                             | Сорен Эббе                                                    | Победа           |
| премия Роберта                                | Лучший фильм                                                | Нильс Арден Оплев (режиссёр) Сиссе Граум Йоргенсен (продюсер) | Победа           |
| премия Роберта                                | Лучший сценарий, оригинальный                               | Нильс Арден Оплев Стин Билле                                  | Победа           |
| премия Роберта                                | Лучший актёр второго плана                                  |                                                               | Победа           |
| премия Роберта                                | Лучший актёр                                                | Янус Диссинг Ратке                                            | Номинация        |
| премия Роберта                                | Лучшая актриса                                              | Энн-Грете Бьяруп Риис                                         | Номинация        |
| премия Роберта                                | Лучшая операторская работа                                  |                                                               | Номинация        |
| премия Роберта                                | Лучший макияж                                               | Кирстен Зэшке Сюзанна Янсен                                   | Номинация        |
| премия Роберта                                | Лучший оригинальный саундтрек                               | Якоб Грот                                                     | Номинация        |
| премия Роберта                                | Лучший дизайн производство                                  |                                                               | Номинация        |
| премия Роберта                                | Лучший звук                                                 | Питер Шульц                                                   | Номинация        |
| премия Роберта                                | Лучшие спецэффекты / Освещение                              | Мортен Якобсен Ханс Петер Лудвигсен                           | Номинация        |
| премия Роберта                                | Лучший актёр второго плана                                  | Андерс Бертельсен                                             | Номинация        |
| премия Роберта                                | Лучшая актриса второго плана                                |                                                               | Номинация        |
| Международный кинофестиваль в Злине           | Приз зрительских симпатий — Лучший художественный фильм     | Нильс Арден Оплев                                             | Победа           |
| Международный кинофестиваль в Злине           | Премия Дон-Кихота                                           |                                                               | Победа           |
| Международный кинофестиваль в Злине           | Золотой башмачок — Лучший художественный фильм для молодёжи | Нильс Арден Оплев                                             | Победа           |